# Pļaviņas
Pļaviņas (en alemany: Stockmannshof) és un poble de Letònia situat al municipi de Pļaviņas (antigament Raion d'Aizkraukles). Es troba a la riba del riu Daugava.
L'estació que es troba a Plavinas pertany a la línia Riga - Krustpils.